# Elizabeth Bravo
Elizabeth María Bravo Iniguez (Cuenca, 30 de janeiro de 1987) é uma triatleta profissional equatoriana.

## Carreira
Elizabeth Bravo representou seu país nas Olimpíadas de 2012 ficando em 49º. Bravo terminou em quarto no Pan de Toronto 2015

## Ligações Externas
- Sitio Oficial